# Майер, Пейтон
Пейтон Майер (англ. Peyton Meyer, род. 24 ноября 1998, Лас-Вегас, Невада, США) — американский актёр, наиболее известный благодаря ролям Уэса Мэннинга в сериале «Собака точка ком» и Лукаса Фрайера в телесериале Disney Channel «Истории Райли» (2014—2017).

## Ранние годы
Майер родился в американском городе Лас-Вегас, штат Невада, в семье Роберта и Элизабет Майеров. У Пейтона есть два старших брата — Коул и Диллон Майеры.

## Карьера
В 2013 году Майер дебютировал в оригинальном сериале канала Disney «Собака точка ком». В 2014 году он получил главную роль в оригинальном сериале канала Disney «Истории Райли», спин-оффе сериала «Парень познаёт мир», где он играл роль Лукаса Фрайера. Майер также снялся в эпизоде телесериала «Лучшие друзья навсегда», где он повторил свою роль Лукаса Фрайера.
В 2016 году Майер снялся в роли Томми в семейном комедийном фильме «Гибби», рассказывающем историю обезьянки, которая приносит счастье убитой горем девочке. В 2017 году он сыграл роль Итана в веб-сериале Versus канала Go90. С 2018 по 2021 год он играл роль Трипа, нового парня Тейлор (героини актрисы Мэг Доннелли), в сериале ABC «Американская домохозяйка».

## Фильмография
| Год       |   | Русское название         | Оригинальное название | Роль                |
| --------- | - | ------------------------ | --------------------- | ------------------- |
| 2013—2014 | с | Собака точка ком         | Dog with a Blog       | Уэс Мэннинг         |
| 2014—2017 | с | Истории Райли            | Girl Meets World      | Лукас Фрайер        |
| 2015      | с | Лучшие друзья навсегда   | Best Friends Whenever | Лукас Фрайер        |
| 2016      | ф | Гибби                    | Gibby                 | Томми               |
| 2017      | с | —                        | Versus                | Итан                |
| 2018—2021 | с | Американская домохозяйка | American Housewife    | Трип Уиндзор        |
| 2019      | с | Уэйн                     | Wayne                 | Брэдли              |
| 2021      | ф | Это всё он               | He’s All That         | Джордан Ван Драанен |

## Награды и номинации
| Год  | Награда            | Категория                                 | Номинированная работа | Результат | Примечания |
| ---- | ------------------ | ----------------------------------------- | --------------------- | --------- | ---------- |
| 2015 | Молодой актёр      | Outstanding Young Ensemble in a TV Series | Истории Райли         | Номинация |            |
| 2016 | Teen Choice Awards | Choice Summer TV Actor                    | Истории Райли         | Номинация | [ 14 ]     |